# 漢浜区
漢浜区（かんひん-く）は中華人民共和国陝西省安康市に位置する市轄区。

## 行政区画
- 街道:老城街道、新城街道、江北街道、建民街道
- 鎮:関廟鎮、張灘鎮、瀛湖鎮、五里鎮、恒口鎮、吉河鎮、流水鎮、大竹園鎮、洪山鎮、茨溝鎮、大河鎮、沈壩鎮、双竜鎮、葉坪鎮、中原鎮、県河鎮、紫荊鎮、早陽鎮、関家鎮、石梯鎮、壩河鎮、牛蹄鎮、晏壩鎮、譚壩鎮